# Retinol dehidrogenaza
Retinol dehidrogenaza (EC 1.1.1.105, retinol (vitamin A1) dehidrogenaza, MDR, mikrozomalna retinolna dehidrogenaza, retinalna reduktaza, retinenska reduktaza, epidermalna retinol dehidrogenaza 2, SDR16C5, RDH16) je enzim sa sistematskim imenom all-trans retinol:NAD+ oksidoreduktaza. Ovaj enzim katalizuje sledeću hemijsku reakciju
sve-trans-retinol---[ćelijski protein vezivanja retinola] + + {\displaystyle \rightleftharpoons } sve-trans-retinal---[ćelijski protein vezivanja retinola] + +
Retinolna dehidrogenaza prepoznaje sve-trans-retinol i sve-trans-retinal kao supstrate i ispoljava jaku preferenciju za  kao kofaktore. Ona prepoznaje supstrat u slobodnoj formi, kao i kad je vezan za ćelijski-retinol-vezujući-protein (CRBP1), ali ima veći afinitet za supstrat u vezanoj formi. Retinolna dehidrogenaza nije aktivna na 11-cis-retinolu ili 11-cis-retinala (cf. EC 1.1.1.315, 11-cis retinol dehidrogenaza). Ona je deluje na 3alfa-hidroksisteroide.

## Literatura
- Nicholas C. Price; Lewis Stevens (1999). Fundamentals of Enzymology: The Cell and Molecular Biology of Catalytic Proteins (Third изд.). USA: Oxford University Press. ISBN 019850229X.
- Eric J. Toone (2006). Advances in Enzymology and Related Areas of Molecular Biology, Protein Evolution (Volume 75 изд.). Wiley-Interscience. ISBN 0471205036.
- Branden C; Tooze J. Introduction to Protein Structure. New York, NY: Garland Publishing. ISBN 0-8153-2305-0.
- Irwin H. Segel. Enzyme Kinetics: Behavior and Analysis of Rapid Equilibrium and Steady-State Enzyme Systems (Book 44 изд.). Wiley Classics Library. ISBN 0471303097.

## Spoljašnje veze
- All-trans-retinol+dehydrogenase+(NAD+) на 